# Campodorus genator
Campodorus genator är en stekelart som beskrevs av Dmitriy R. Kasparyan 2006. Campodorus genator ingår i släktet Campodorus och familjen brokparasitsteklar. Inga underarter finns listade.